# Silo de Madrigal de las Altas Torres
El silo de Madrigal de las Altas Torres es un antiguo silo de grano situado en el municipio español de Madrigal de las Altas Torres, en la provincia de Ávila. Está ubicado al sur del casco urbano.

## Historia
Su construcción respondió a una premeditada organización para el almacenamiento de cereal, dentro de la política implementada por el régimen franquista a través del Servicio Nacional del Trigo. Las instalaciones entraron en servicio en 1952 y contaban con una capacidad de almacenamiento de unas 1.950 toneladas. El silo de Madrigal de las Altas Torres estuvo entre los primeros de toda la red que entró en servicio. Con posterioridad, la unidad pasaría a manos del Servicio Nacional de Cereales en 1969 y, dos años después, del Servicio Nacional de Productos Agrarios (SENPA).

## Características
Se trata de un silo del tipo A, tipología a la cual pertenecía la primera serie de unidades que se construyeron. Su estructura está levantada en hormigón y está compuesto por celdas cuadradas de ladrillo armado. En términos generales, los silos de este tipo suelen tener una altura máxima de 27 metros y poseen elementos ornamentales en su fachada de inspiración historicista.